# John Roxborough Norman
Pour les articles homonymes, voir Norman.
John Roxborough Norman est un ichtyologiste britannique, né en 1898 et mort le 26 mai 1944 à Londres.

## Biographie
Il commence comme clerc dans une banque. Il souffrira toute sa vie de rhumatisme articulaire aigu qui apparut durant son service militaire lors de la Première Guerre mondiale. Il entre au British Museum en 1921 où il travaille pour Charles Tate Regan (1878-1943). Conservateur en zoologie, il est notamment responsable, de 1939 à 1944, du Muséum de Tring. Norman est l’auteur, entre autres, d’A History of Fishes (1931) et d’A Draft Synopsis of the Orders, Families and Genera of Recent Fishes (1957). On le considère plus proche de Albert Charles Lewis Günther (1830-1914) que de Regan.